# Borut Pečar
Borut Pečar, slovenski arhitekt, pisatelj, ilustrator in karikaturist, * 28. februar 1931, Petrovče pri Celju, Slovenija, † 8. november 2009, Ljubljana.
Pečar je ustvaril enega izmed največjih opusov karikatur v Sloveniji, za kar je bil med drugim nagrajen z nagrado Prešernovega sklada.

## Življenje

### Otroštvo
Rodil se je v Petrovčah pri Celju, družina pa se je kmalu preselila v Škocjan na Dolenjsko, kjer so živeli ob izbruhu druge svetovne vojne. Oče je bil učitelj, zaradi česar je bil večkrat službeno premeščen. Leta druge svetovne vojne je Pečar opisal v knjigi Čas brez pravljic.
Po vojni je obiskoval gimnazijo v Ljubljani, ki jo je končal v Beogradu, kamor se je preselila cela družina, ko je bil oče zopet službeno premeščen.
Že v gimnaziji je naredil razstavo karikatur profesorjev in doživel velik uspeh. S tem si je tudi pridobil pozitivno oceno iz latinščine, s katero je imel vedno težave.

### Študij
V Beogradu je obiskoval prvi letnik Fakultete za arhitekturo, potem pa je bila družina ponovno premeščena nazaj v Ljubljano. Fakulteto za arhitekturo je končal v Ljubljani.

### Orodna telovadba
Že v srednji šoli je postal tudi perspektiven telovadec, postal pa je celo član državne reprezentance, s katero se je leta 1954 udeležil svetovnega prvenstva v gimnastiki v Rimu. Z gimnastiko se je prenehal ukvarjati zaradi težke poškodbe kolena.

### Karikatura
Med okrevanjem po poškodbi se je začel ukvarjati z risanjem karikatur. Priredil je razstavo zdravnikov in zdravstvenega osebja zdravilišča Laško, kjer je okreval. Zaradi pozitivnih kritik se je obrnil na uredništvo časopisa TT ter jim ponudil svoje karikature. Takratni novinar Bogdan Pogačnik mu je za prvo nalogo naročil karikature vseh članov uredništva. Bil je sprejet, kasneje pa je svoje karikature objavljal  še v različnih drugih časopisih.
Kasneje se je ukvarjal tudi s portretno in gledališko karikaturo ter knjižno ilustracijo. Študiral je arhitekturo, kjer je leta 1961 diplomiral pri prof. Edu Ravnikarju. Kot projektant je bil dolga leta zaposlen pri Slovenija projektu in Splošnem gradbenem podjetju Gorica, tri leta pa je bil urednik karikature pri Pavlihi (1988-1990).
Leta 1970 je pri Mladinski knjigi izšla njegova prva knjiga portretnih karikatur Obraz zarisan v čas. Leta 1975 je pri Partizanski knjigi izšla mladinska povest Čas brez pravljic (ponatis 1981), v kateri opisuje svoje otroštvo v obdobju vojne. Po njej je Viba film posnel celovečerni film z istim naslovom v režiji Boštjana Hladnika.
Leta 1985 je pri Cankarjevi založbi izšla njegova druga knjiga portretnih karikatur Iz oči v oči, pri založbi Mladinska knjiga pa knjiga političnih karikatur Slovenska pomlad (1991). Veliko je tudi razstavljal na samostojnih in skupinskih razstavah. V obdobju službovanja na uredništvu Pavlihe se je posvetil politični karikaturi.
Iz portretista si se razvil v vrhunskega političnega karikaturista, ki nam ga je zavidala vsa Jugoslavija.— -Bogdan Novak; Delo, 17. november 2009
Z upodobitvami znanih osebnosti iz kulturnega, političnega, javnega in športnega življenja, je ustvaril enega največjih opusov karikatur na Slovenskem. Umrl je po dolgotrajni bolezni jeseni leta 2009.

## Dela

### Knjižne izdaje portretnih karikatur
- Obraz zarisan v čas; Mladinska knjiga, 1970
- Pogovor s slovenskimi pisatelji; Cankarjeva založba, 1978
- Iz oči v oči; Cankarjeva založba, 1985
- Slovenska pomlad; založba Magnolija, 1991
- Slovenski Parnas; Katalog ob razstavi v Cankarjevem domu, 1998
- Podobe zdravnikov, malo za šalo malo zares; Inštitut za zgodovino medicine Medicinske fakultete Univerze v Ljubljani, kulturno umetniško društvo Kliničnega centra in Medicinske fakultete dr. Lojze Kraigher,1999

### Ilustracije
- TUWIM, Julian: Repica; Mladinska knjiga, 1975
- CANKAR, Ivan: Kurent; Državna založba Slovenije,1976
- KRAIGHER, Nada: Žive povestice; Partizanska knjiga, 1981
- RAINER, Meta: Skozi prste; Občinska matična knjižnica Žalec, 1992
- NOVAK, Bogdan: Banda v hosti; založba Magnolija, 1983
- KRUŠNIK, Slavko: Smeh Stoletij; Mladinska knjiga, 1985
- Pavlihova pratika, 1992
- PAJNTAR, Marjan, NOVAK ANTOLIČ, Živa: Nosečnost in vodenje poroda; Cankarjeva založba, 1994
- Lovske pratike, 1994 in 1995
- NOVAK, Bogdan: Spopad na Rožniku; založba Magnolija, 1995
- KRUŠNIK, Slavko: Smeh stoletij 2; založba Colibri, 1998
- Otroške ilustracije v časopisih Ciciban in Galeb

## Razstave

### Samostojne
- 1959: Jakopičev paviljon, Ljubljana
- 1962: Mala galerija, Ljubljana
- 1963: SNG Drama, Ljubljana
- 1969: Dolenjski muzej, Novo mesto
- 1970: Mestna galerija, Ljubljana
- 1971: Likovni salon, Kočevje
- 1973: Klub kulturnih delavcev, Ljubljana
- 1974: Slovenska filharmonija, Ljubljana
- 1975: Borštnikovo srečanje, Maribor
- 1976: Sterijino pozorje, Novi Sad
- 1976: Klub kulturnih delavcev, Ljubljana
- 1977: Kompasova galerija, Ljubljana
- 1981: Mestna galerija, Ljubljana
- 1981: Valvazorjeva galerija, Krško
- 1984: Tovarna zdravil, Krka
- 1985: Galerija Commerce, Ljubljana
- 1985: Mestno gledališče, Ljubljana
- 1987: Umetnostna galerija, Maribor
- 1988: Osnovna šola, Solkan
- 1988: Občinska matična knjižnica, Žalec
- 1989: Galerija Ars, Ljubljana
- 1990: Razstavišče Cicero ČGP Delo, Ljubljana
- 1990: Kulturni dom Španski borci, Ljubljana
- 1990: Založba Borec, Ljubljana
- 1991: Galerija Slovenijales, Ljubljana
- 1991: Dom upokojencev Tabor, Ljubljana
- 1992: Galerija dr. Likarja, Grožnjan
- 1992: Galerija Krka, Ljubljana
- 1993: Knjižnica Prežihov Voranc, Ljubljana
- 1993: Razstavišče Laški dvorec, Laško
- 1993: Galerija Vodnikova domačija, Ljubljana
- 1993: Institut Jožef Štefan, Ljubljana
- 1994: Savinov likovni salon, Žalec
- 1994: Galerija Otočec, Hotel grad Otočec
- 1995: Galerija Krka, Ljubljana
- 1995: Borštnikovo srečanje, Maribor
- 1997: Galerija Cicero ČGP Delo, Ljubljana
- 1998: Kulturno društvo Rakitna
- 1998: Cankarjev dom, Ljubljana

### Skupinske
- 1980: Slovenska knjižna ilustracija, Jakopičeva galerija, Ljubljana
- 1981: Umetniki in spremljevalci, Moderna galerija, Ljubljana
- 1995: Drugi slovenski bienale ilustracije, Galerija Cankarjev dom, Ljubljana
- 1995: Prvi slovenski trienale satire in humorja, ARITAS ,95, Šmarje

## Nagrade in priznanja
1. 1975: Nagrada Prešernovega sklada za gledališke karikature na Borštnikovem srečanju slovenskih gledališč v Mariboru
2. 1983: Jugoslovanska nagrada Pjer za portretno karikaturo
3. 1993: Savinova nagrada s plaketo za ustvarjalnost na področju kulture v občini Žalec
4. 1995: Zlata strela Nedeljskega za najboljšo politično karikaturo na 1. slovenskem trienalu Satire, humorja Aritas, Šmarje 95